# China-Expedition

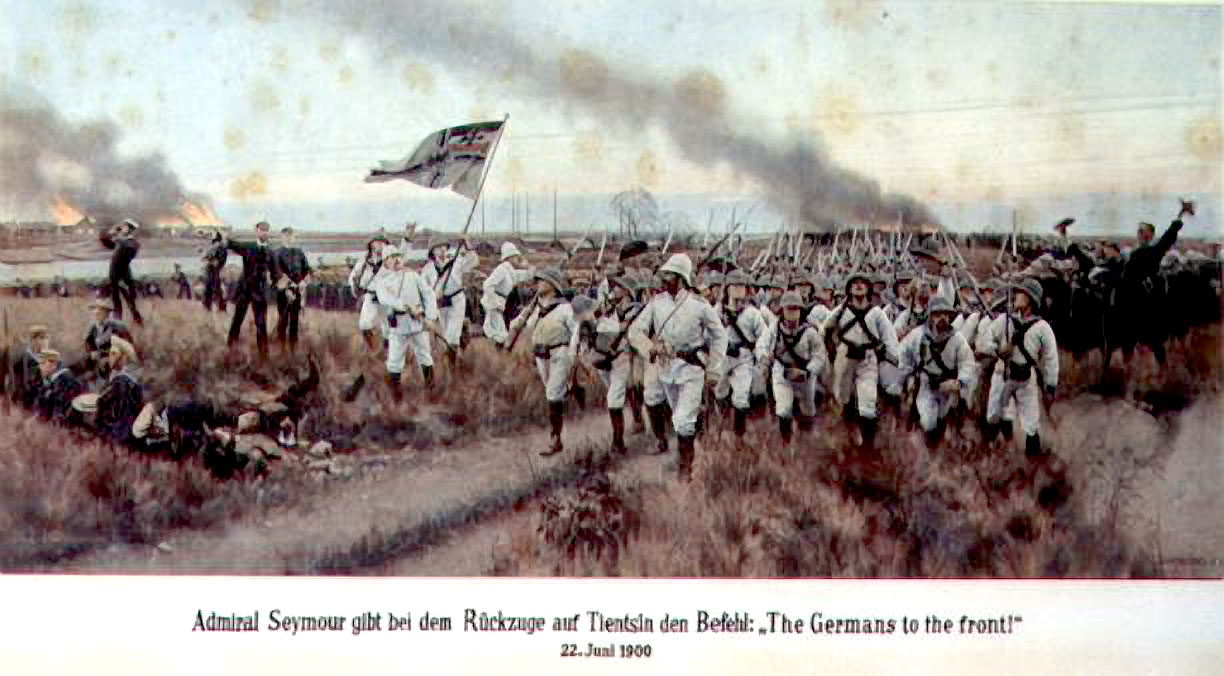
The Germans to the front von Carl Röchling: Zeitgenössische Glorifizierung der China-Expedition

Der Begriff China-Expedition (im weiteren Sinne auch Ostasiatische Expedition) bezeichnet ein Vorhaben der Kolonialpolitik im Deutschen Kaiserreich, eine deutsche Kolonie in China zu errichten und ihren Einflussbereich auszudehnen. Damit war der Wunsch nach einem dauerhaften Flotten- und Handelsstützpunkt an der chinesischen Küste verbunden.

## Vorgeschichte
Ein Wegbereiter der China-Expedition war der deutsche Forschungsreisende Ferdinand von Richthofen, der zwischen 1868 und 1872 zahlreiche Reisen in China unternahm. Auf der Grundlage geografischer und geologischer Forschungen maß er der Region um Kiautschou eine Bedeutung für eine zukünftige Koloniegründung bei.

## Besetzung Tsingtaus

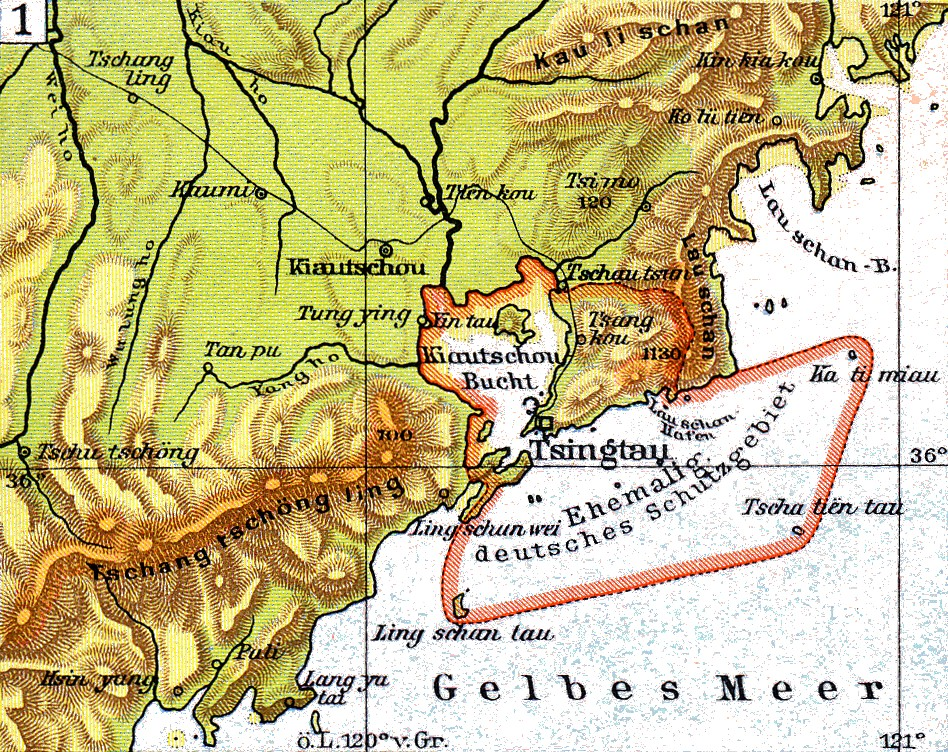
Karte des ehemaligen deutschen Gebiets um Tsingtau (um 1930)

Dieses Vorhaben wurde 1897 verwirklicht, indem eine deutsche Flotte unter dem Kommando Otto von Diederichs’ die Bucht von Kiautschou mit dem Fischerdorf Tsingtau (Qingdao) besetzte. Als Anlass diente die Ermordung zweier deutscher Missionare in Shandong (Juye-Vorfall). Die Kiautschou-Bucht war von 1897 bis 1914 durch die Kaiserliche Marine (III. Seebataillon) besetzt und galt somit als deutsche Kolonie. Im Gegensatz zu den deutschen Überseegebieten in Afrika und im Pazifik wurde Tsingtau jedoch nicht durch das Reichskolonialamt, sondern durch das Reichsmarineamt verwaltet. Offiziell war Kiautschou ein Pachtgebiet. Aufgrund des infrastrukturellen und kulturellen Aufschwungs seit der deutschen Besitzergreifung wurde Kiautschou in Deutschland auch als „Musterkolonie“ bezeichnet.

## Boxeraufstand

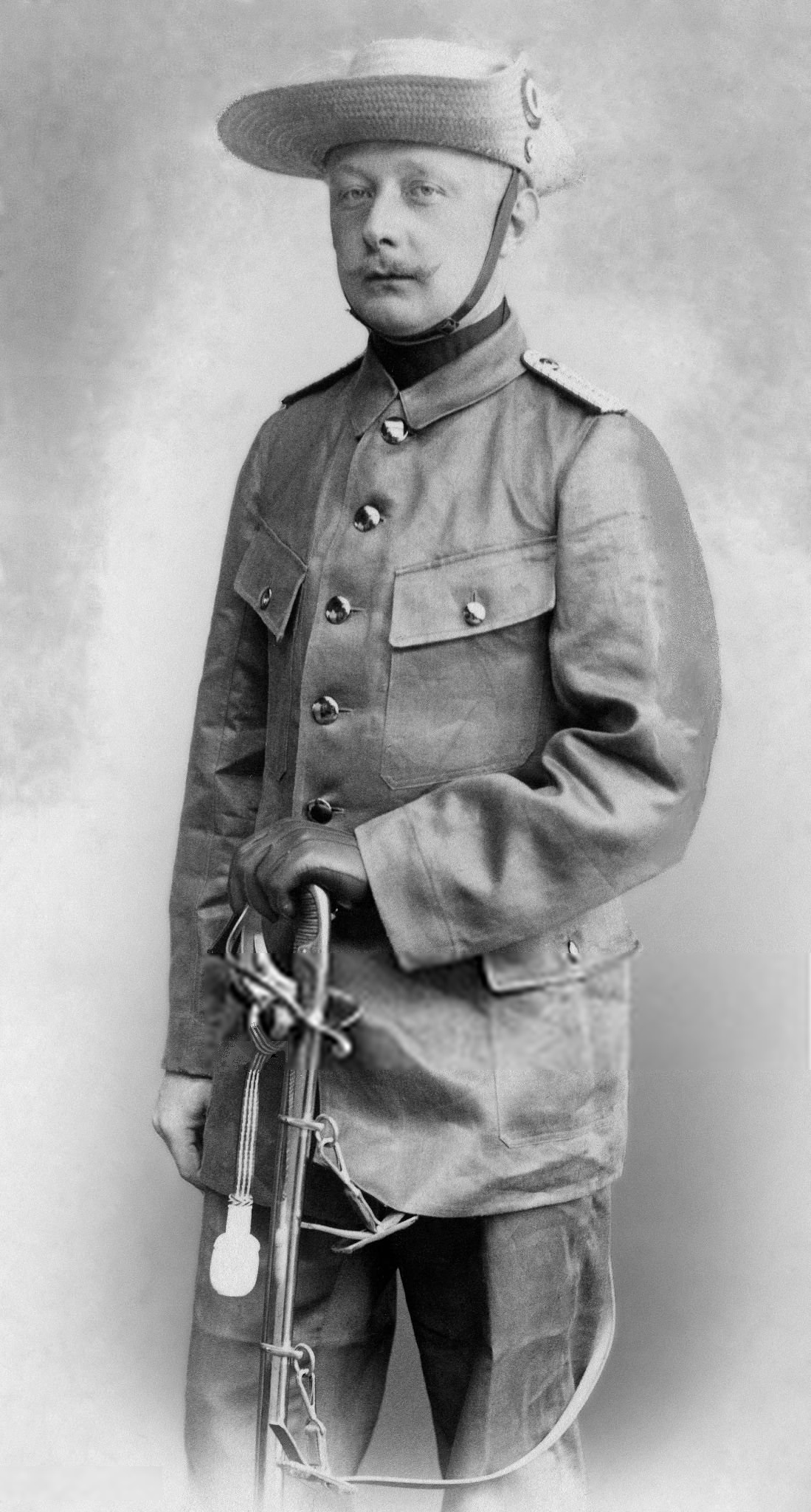
Offizier des Ostasiatischen Reiter-Regiments, Teil des 1900–1901 nach China entsandten deutschen Expeditionskorps

Während des Boxeraufstands um 1900 nutzte Deutschland im Bunde der Vereinigten acht Staaten innenpolitische Krisen und soziale Unruhen in der chinesischen Gesellschaft aus, um den deutschen Einfluss zu verstärken. Den Anlass dazu bot wiederum die Ermordung des deutschen Gesandten in Peking, Clemens von Ketteler. Das Deutsche Kaiserreich sandte daraufhin ein 15.000 Mann starkes Truppenkontingent, das Ostasiatische Expeditionskorps, zur Aufstandsbekämpfung nach China. Das Korps wurde von Kaiser Wilhelm II. mit einer Ansprache verabschiedet, die als sogenannte Hunnenrede in die Geschichte einging. Der deutsche Graf von Waldersee erhielt das Oberkommando über die internationalen Truppen in China. Hauptsächlich freiwillige Soldaten waren Teil des Expeditionskorps, wobei der erhöhte Sold genauso eine Rolle spielte wie die Abenteuerlust.

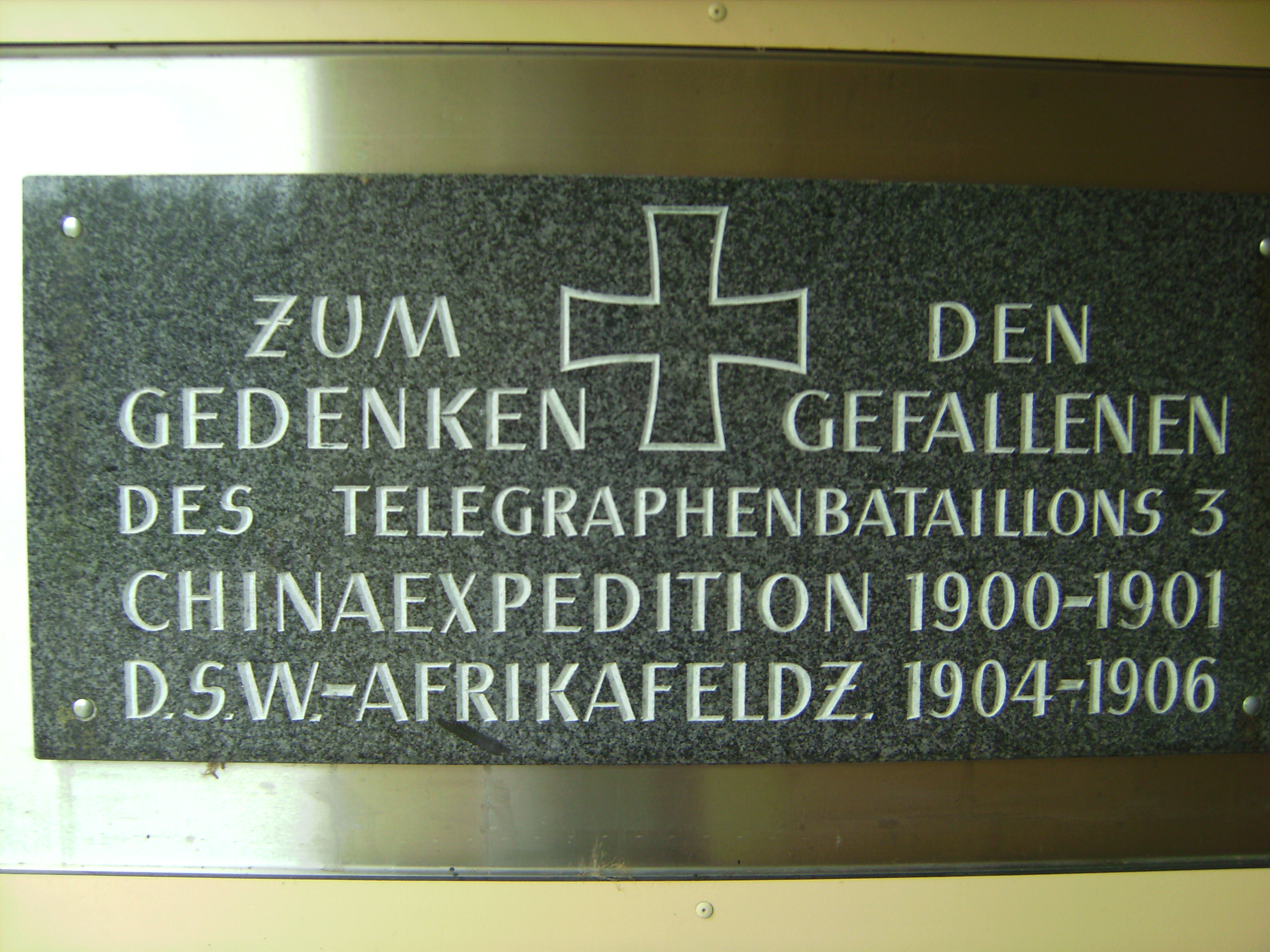
Gedenktafel für Gefallene des Telegraphenbataillons 3 in China 1900/01 und im Krieg in Deutsch-Südwestafrika 1904–06

Unter den Großmächten Europas war die Zerschlagung des Kaiserreiches China bereits beschlossene Sache gewesen. Die Deutschen hegten einen Anspruch auf die chinesische Provinz Shandong. Allerdings führten der Boxeraufstand und die schwierigen Verhältnisse während der Besatzungszeit nach der internationalen Vergeltungsexpedition zu der Einsicht, dass eine unmittelbare Kolonisierung des Landes zu aufwändig war. Deshalb sollten einheimische Akteure unter Oberherrschaft der Quing die politische Herrschaft behalten, während nur noch der Ausbau des eigenen Pachtgebiets zum Handelszentrum in Konkurrenz zur britischen Kronkolonie Hongkong und zum französisch dominierten Schanghai im Vordergrund stand. Das Scheitern der russischen Kolonialbestrebungen in der Mandschurei am Widerstand des zur Regionalmacht erstarkten Japans im Russisch-Japanischen Krieg 1904/05 und der Sturz der Qing-Dynastie in der chinesischen Revolution 1911/12 beschleunigten diese Entwicklung, und die aus deutscher Sicht unerwartete japanische Besetzung Kiautschous gleich zu Beginn des Ersten Weltkriegs beendete jegliche Expansionspläne in Ostasien.

### Historische Fachliteratur
- Susanne Kuß, Bernd Martin (Hrsg.): Das Deutsche Reich und der Boxeraufstand (Erfurter Reihe zur Geschichte Asiens. Band 2). Iudicium Verlag, München 2002, ISBN 3-89129-781-5 (Rezension von Michael Stoyke).
- Dietlind Wünsche: Feldpostbriefe aus China. Wahrnehmungs- und Deutungsmuster deutscher Soldaten zur Zeit des Boxeraufstands 1900/1901. Ch. Links, Berlin 2008, ISBN 978-3-86153-502-7.
- Thomas G. Otte: The China Question. Great Power Rivalry and British Isolation, 1894–1905. Oxford University Press, Oxford 2007, ISBN 978-0-19-921109-8.
- Frank Oliver Sobich, Sebastian Bischoff: Feinde werden. Zur nationalen Konstruktion existenzieller Gegnerschaft: Drei Fallstudien. Metropol Verlag, Berlin 2015, ISBN 978-3-86331-154-4 (Rezension von Susanne Kuß).

### Zeitgenössische Darstellungen
- Rudolf Zabel: Die deutsche China-Expedition von 1897. eh-Verlag, Bremen 2011 (Nachdruck von Teil I des 1902 veröffentlichten Gesamtwerks), ISBN 978-3-86741-638-2.
- Rudolf Zabel: Deutschland in China. Wigand, Leipzig 1902 (Gesamtwerk, Digitalisat).
- Georg von Gayl, Adolph Obst u. a.: Deutschland in China, 1900–1901. August Bagel, Düsseldorf 1902 (Digitalisat).
- Otto Löffler: Die China-Expedition, 1900–1901. E. S. Mittler & Sohn, Berlin 1902.
- Georg Friederici: Berittene Infanterie in China und andere Feldzugs-Erinnerungen. Dietrich Reimer (Ernst Vohsen), Berlin 1904 (Digitalisat auf Commons).
- Gerhard und Renate Fehl (Hrsg.): The Germans to the front? Mit einer Batterie schwerer Haubitzen im „Boxerkrieg“. Ein Tagebuch der Deutschen Expedition nach China 1900–1901 von Julius Fehl. Verlag Dr. Kovac, Hamburg 2002  (Rezension von Cord Eberspächer).